# Generalizarea pripită
Generalizarea pripită este o eroare logică, este o generalizare defectuoasă folosind o generalizare inductivă bazată pe dovezi insuficiente. De obicei este emiterea unei concluzii în urma unui sondaj efectuat asupra unui grup mic care este nereprezentativ pentru întreaga populație. Statisticile pot avea probleme, în special în sondajele unde întrebările sunt prea complexe, prea vagi sau derutante.

## Denumiri alternative
Eroarea logică e cunoscută și ca: eroarea logică a statisticii insuficiente, eroarea logică a exemplului insuficient, eroarea logică a cazului singular, salt la concluzii, inducția pripită, legea numerelor mici, eșantionul nereprezentativ și secundum quid.

## Exemple
- "Abia am angajat-o și deja a făcut o boacănă. E clar: e o incompetentă, va face numai greșeli". Este un salt la concluzii pe baza unui singur caz.
- "Imi place hitul acela, deci o să-mi placă tot albumul de pe care este extras". Eronat deoarece albumul s-ar putea să aibă cântece de alt gen pe el.
- "S-a efectuat un sondaj pe un eșantion de 500 de bărbați de orientare liberală, non-religioși din orașul Brașov, cu privire la căsătoriile homosexuale. Majoritatea au fost de acord, înseamnă că majoritatea românilor sunt de acord cu căsătoria homosexuală". Eșantion insuficient și nereprezentativ pentru întreaga populație a României.
- "Am participat la o bătaie cu niște asiatici. Toți știau Kunk Fu stilul maimuței, înseamnă că toți asiaticii cunosc acest stil."
- "60 se divide la 1, 2, 3, 4, 5, 6. Rezultă ca 60 este divizibil la toate numerele întregi."